# Persea krugii
Persea krugii är en lagerväxtart som beskrevs av Carl Christian Mez. Persea krugii ingår i släktet avokador, och familjen lagerväxter. Inga underarter finns listade i Catalogue of Life.